# Заолжя
Заолжя (z a ' o l ź eⓘ) (чеськ. Zaolší (Zaolží), пол. Zaolzie, Śląsk zaolziański) область суперечки між Польщею і Чехословаччиною, на захід від Цешину. Термін «Zaolzie» використовується в основному в Польщі (буквально, маючи на увазі «землі за річкою Олжа») а також поляками, що живуть на цій території. У чеській мові частіше використовують термін České Těšínsko/Českotěšínsko або нейтральний Těšínsko і Těšínské Slezsko (значення Тешинська Сілезія).
Заолжя складене з колишніх районів Těšín (Цешину) і Fryštát (Фриштат) і починаючи з реформи адміністративного поділу 1960 складається з Карвинського краю і східної частини Фридек-Містека.
Історично, найбільша етнічна група, що населяє цю область, були поляками (якщо вважати силезців поляками). Під австрійським правлінням, Тешинська область ділилася на чотири райони. Один з них, Фридек-Містек, мав здебільшого чеське населення, інші три були здебільшого населені поляками.Протягом XIX сторіччя число німців росло. Після зниження в кінці XIX сторіччя, на початку XX сторіччя і пізніше з 1920 до 1938, чеське населення значно росло (переважно в результаті імміграції і асиміляції місцевих жителів) і поляки стали меншиною, якою вони є до цього дня. Інша істотна етнічна група були євреї, але їх майже повністю було знищено протягом Другої світової війни.

## Історія

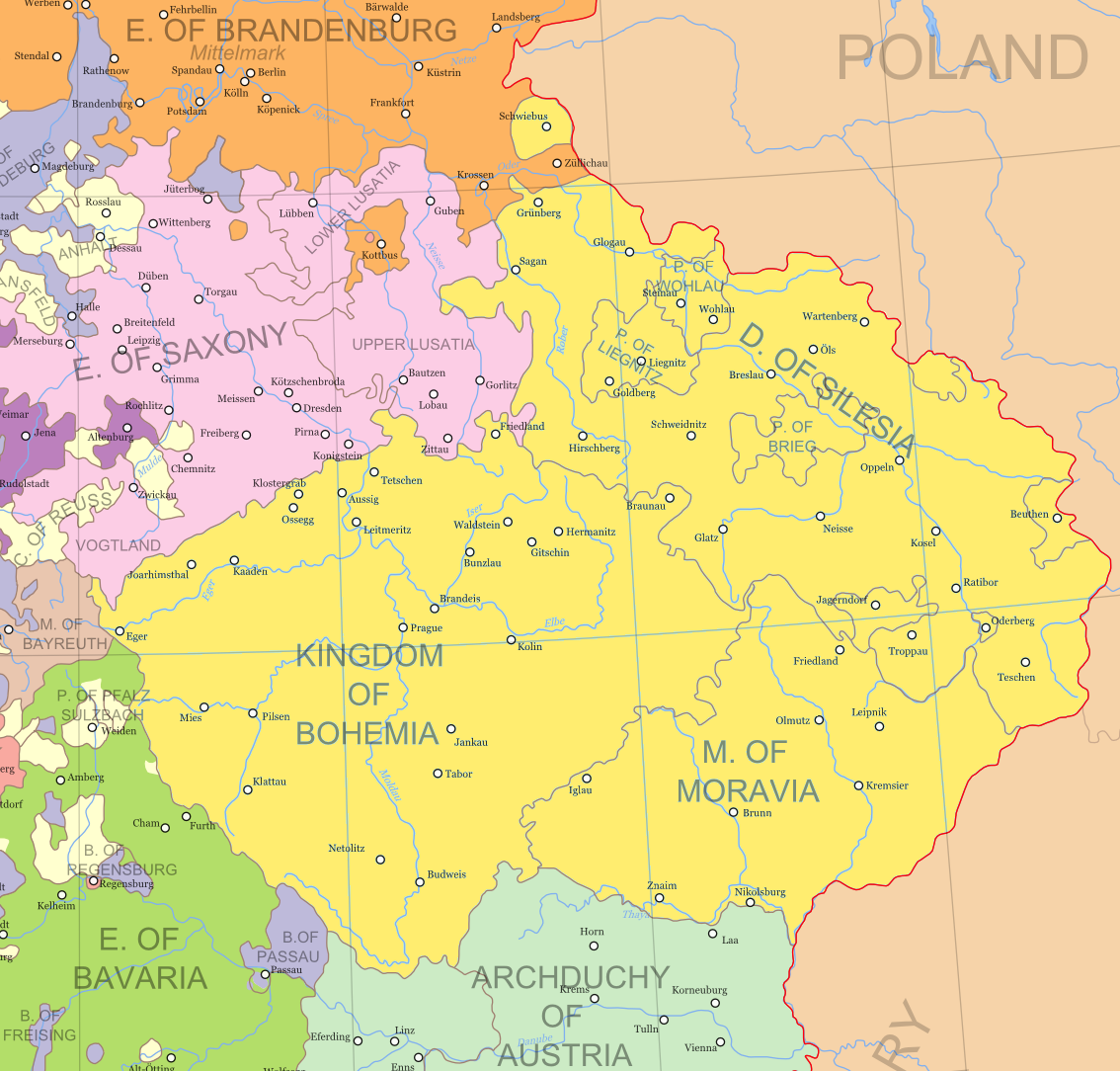
Землі Богемської Корони до 1742 року, коли більша частина Сілезії відійшла до Пруссії

З 1327 Цешинське князівство стало автономним феодальним володінням Богемської корони. Після смерті Єлизавети Лукреції, останнього правителя від польської династії П'ястів в 1653, відійшло до Габсбургів
З 1848 до кінця XIX сторіччя, місцеві поляки і чехи співробітничали, об'єднавшись проти германізації Австрійською імперією, а пізніше Австро-Угорщиною. В кінці сторіччя, етнічна напруга зросла, оскільки економічне значення області росло. Це зростання викликало хвилю імміграції з Галичини. Близько 60,000 чоловік прибуло між 1880 і 1910. Нові іммігранти були бідними поляками і половина з них були безграмотні. Вони працювали у вуглевидобуванні і металургії. Для цих людей найголовніший чинником була забезпеченість; вони піклувалися мало про батьківщину, з якої вони втекли. Майже всі вони були асимільовані чехами. Багато хто з них переселився до Острави (на захід етнічної межі), оскільки важка промисловість розповсюджувалася по всій західній частині Тешинської Сілезії. Навіть сьогодні, етнографічно простежується близько 25 тисяч польських прізвищ в Остраві (близько 8 % з населення). Чисельність чехів (мешкали переважно в північній частині області, Одербергу, Орлова тощо) в цифрах знизилося в кінці XIX сторіччя, асимілюючись в переважно польському населенні. Цей процес перемістився з індустріальним бумом в ці області.

### Час рішення (1918—1920)

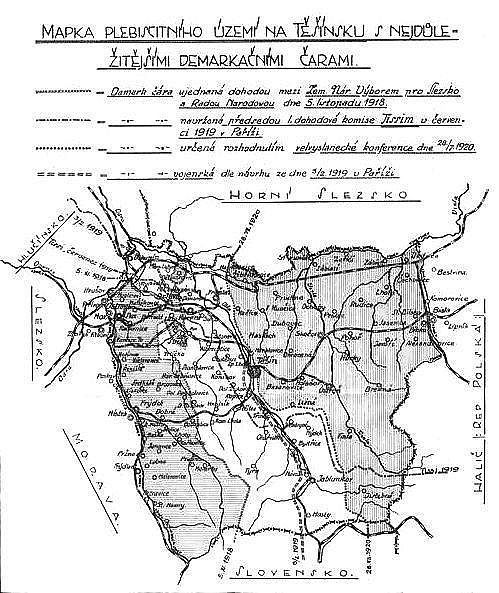
Карта району плебісциту Тешинській Сілезії з різними лініями розмежування

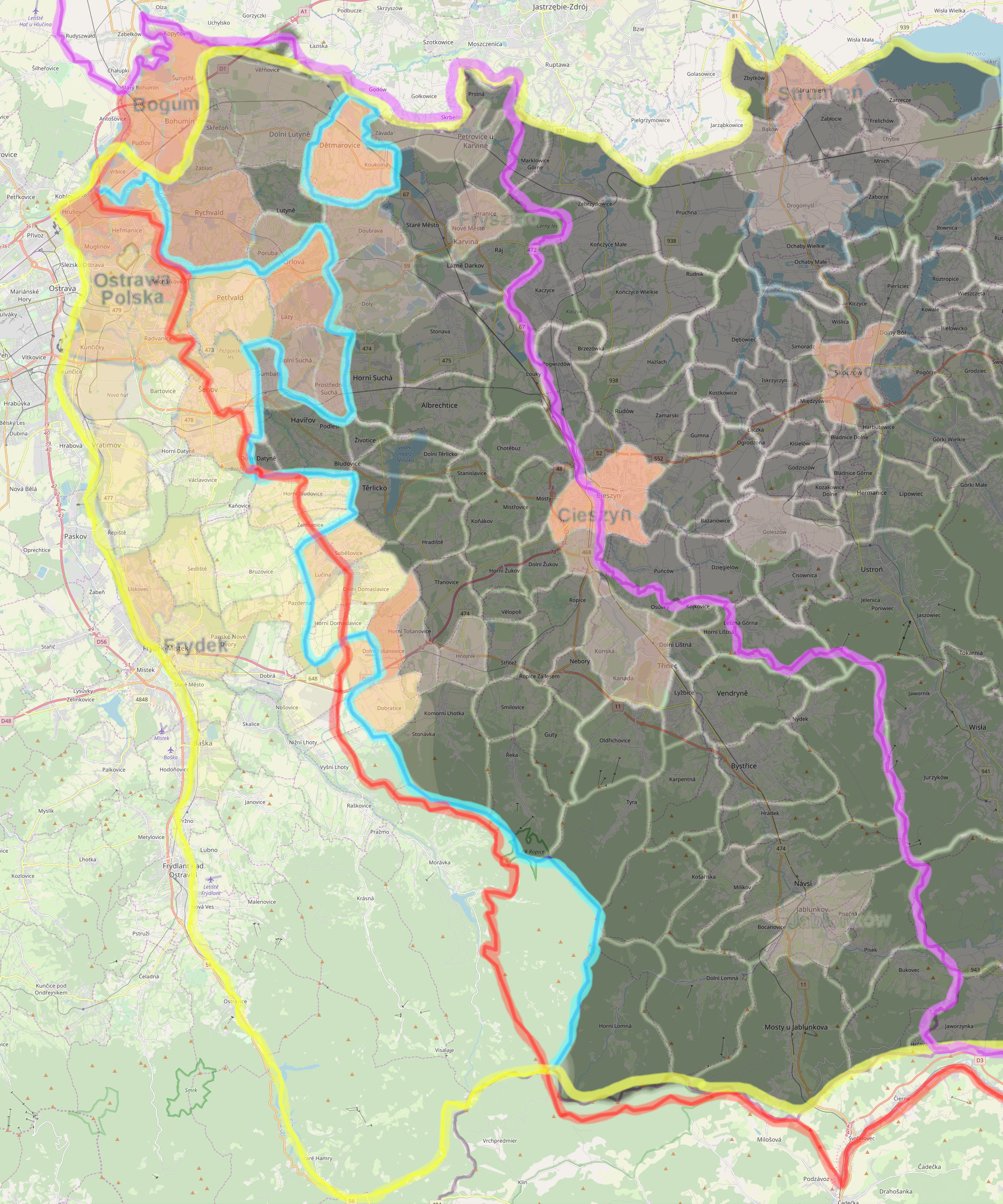
Історичні кордони на заході від Тешинській Сілезії поверх результатів перепису 1910 року:
Герцогство Тешин на початку XVI століття
понад 90% польськомовних у 1910 році
Кордон від 5 листопада 1918 року
Кордон від 10 грудня 1938 року
Кордон з 28 липня 1920 р. по 31 жовтня 1938 р. та з 9. травня 1945 р

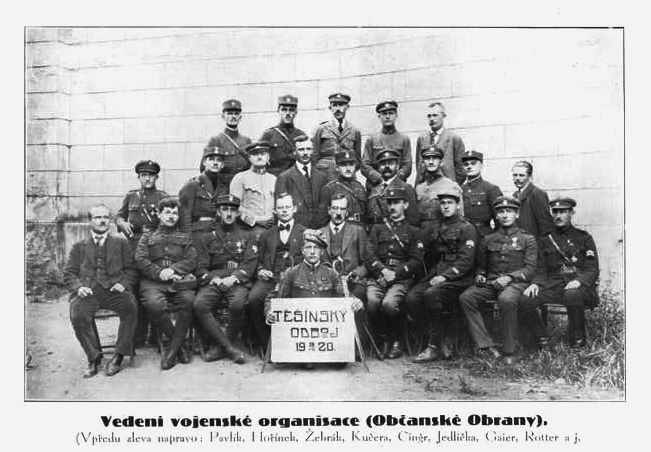
Керівництво Цивільної оборони — чеській воєнізованій організації, що діяла в області

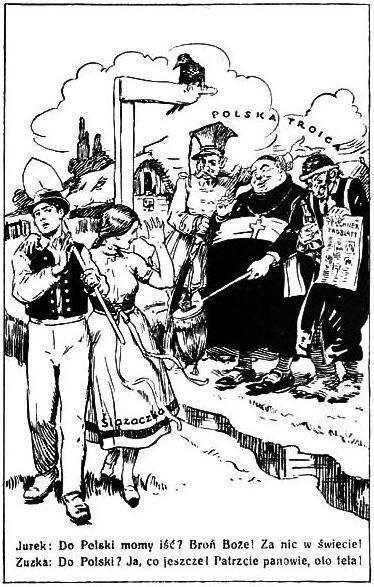
Чеська антипольська агітаційна листівка, спрямована на сілезців Тешіна

Спочатку, обидві національні ради (Польська Rada Narodowa Księstwa Cieszyńskiego у її декларація «Ludu śląski!» від 30 жовтня 1918 і чеська Národní výbor pro Slezsko в її декларації від 1 листопаду 1918) претендували на всю Тешинську Сілезію.
31 жовтня 1918, наприкінці Першої світової війни, під час ліквідації Австро-Угорщини, більшість області було підпорядковано місцевим польськими органами влади, підтримуваним озброєними силами.
Угода від 2 листопада 1918, показала нездатність двох національних рад, провести завершальне розмежування. З 5 листопада 1918, область була поділена між Польщею і Чехословаччиною за тимчасовим договором двох місцевих рад самоврядування (Чеською Národní výbor pro Slezsko і польською Rada Narodowa Księstwa Cieszyńskiego). У 1919 місцеві ради самоврядування перейшли під владу Праги і Варшави. Місцеві мешканці не були задоволені цим компромісом. 23 січня 1919 відбулося вторгнення чеських військ в область в той час Польща вела Українсько-польську війну проти Західноукраїнської Народної Республіки. Причина чеського вторгнення була перш за все організація виборів в Сейм Польщі в області, навколо якої точилась суперечка. Вибори мали пройти в усій Цешинській Сілезії. Чехи стверджували, що вибори не повинні проводитися в області, до якої точилась суперечка, оскільки розмежування тільки тимчасове і ніякого суверенного права не потрібно виконувати там будь-якою партією. Чеська вимога була знехтувана поляками, чехи вирішили досягти результат силою.
Біля Скочува чеські з'єднання було зупинено і припинення вогню було підписано 3 лютого. Нова Чехословаччина претендувала частково на область на історичні і етнічні землі, але особливо на економічно важливі землі Область була важлива для Чехії бо містила залізницю, що сполучала Чеську Сілезію зі Словаччиною (Кошице-Богумінська залізниця була однією з двох залізниць, які пов'язали чеські провінції із Словаччиною на той час).
Область — багата на кам'яне вугілля. Багато важливих вугільних шахт, і металургійних заводів було розташовано там. Польська сторона базувала свою заяву на область на етнічних критеріях: більшість населення області були поляками згідно з останнім австрійським переписом (1910).
У цьому дуже напруженому кліматі було вирішено провести плебісцит — до якої країни ця територія повинна приєднатися. Комісари плебісциту прибули на місце в кінці січня 1920 і після аналізу ситуації оголосили надзвичайний стан з 19 травня 1920. Ситуація на території залишилася дуже напруженою. Взаємне залякування, акти терору, биття і навіть вбивства наповнювало область, плебісцит не міг проводитись у цій атмосфері. 10 липня сторони відмовилися від ідеї плебісциту і довірили рішення Конференції Послів. 28 липня 1920 58.1 % площі і близько 67.9 % з населення рішенням Спа конференції було передано Чехословаччині . Це розділення практично створило Заолжя.

### В складі Чехословаччини (1920—1938)

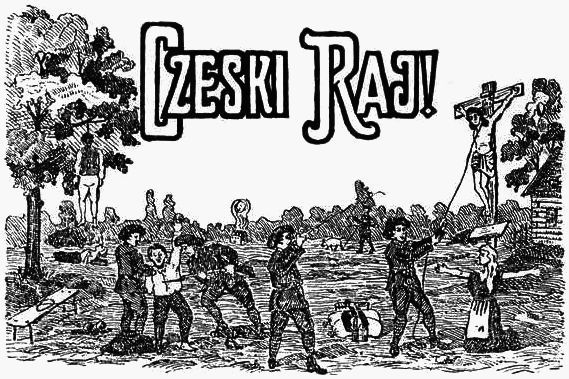
Польська античеська агітаційна листівка

Місцеве польське населення відчувало, що Варшава кинула їх. Від 12,000 до 14,000 поляків емігрував до Польщі за власним бажанням або насильницько
Не зовсім зрозуміло, скільки поляків було в чехословацькому Заолжі, це залежало — вважати сілезців від 110,000 до 140,000 осіб в 1921 за поляків або ні. Переписи 1921 і 1930 років не точні, тому що національність залежала від декларації про себе, і багато поляків заповнили чеську національність переважно в результаті побоювання нової влади і втрати компенсації деяких виплат. Чехословацькі закони гарантували права для національних меншин, але їх дієвість в Заолжі була абсолютно відсутня.
Місцеві чеські органи влади ускладнювали отримання поляками громадянства, процес прискорювався після того, як претендент зобов'язувався прийняти чеську національність і відправити своїх дітей у чеські школи.
Недавно побудовані чеські школи були часто краще обладнанні, тому деякі поляки, посилали своїх дітей туди. Чеські школи були побудовані в етнічних майже повністю польських районах.
Ці і інші чинники зробили внесок у культурну асиміляцію поляків, а також до істотної еміграції до Польщі. Чехізація підтримувалася Прагою, яка не слідувала за певними законами, пов'язаними з мовою, законодавчими і організаційними проблемами. Польські депутати в Чехословацьких Національних Зборах часто пробували помістити це питання на порядок денний. Так чи інакше, все більше і більше місцевих поляків було асимільовано чехами.

### У складі Польщі (1938—1939)

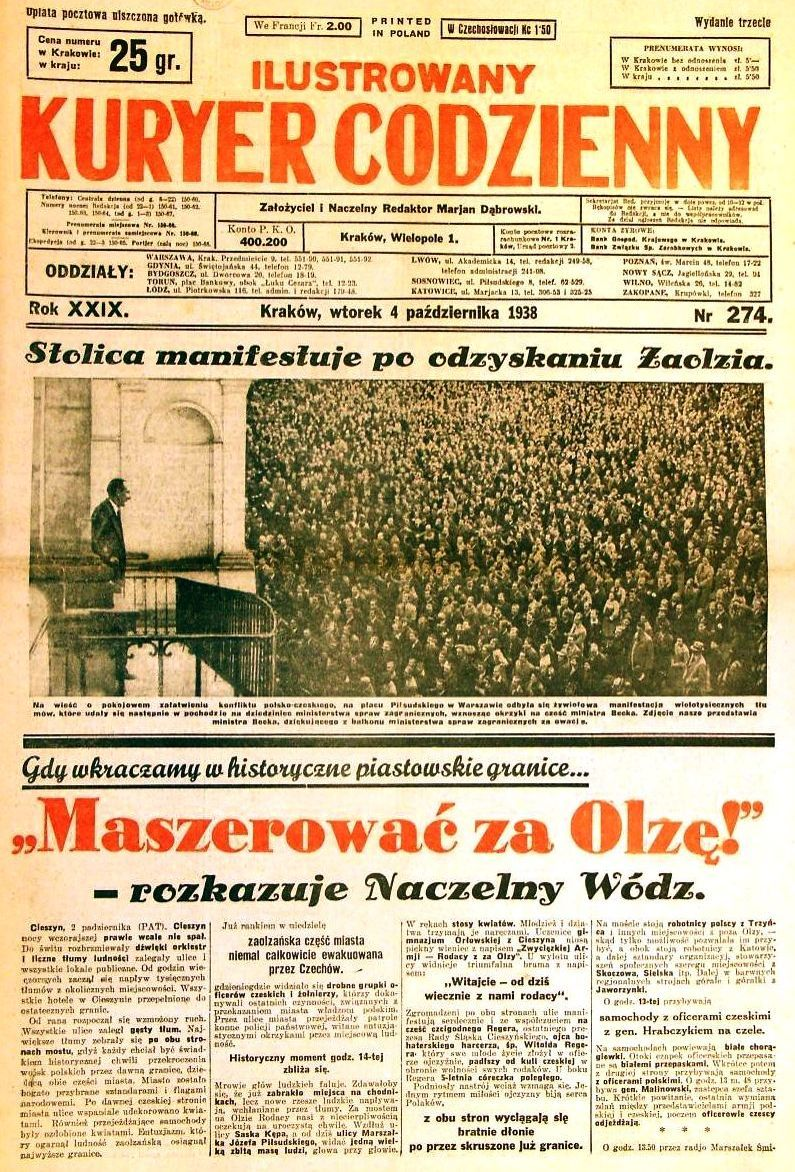
«Марш за Ользу!» — наказує Верховний лідер (титульна сторінка польського щоденника Ilustrowany Kuryer Codzienny від 4 жовтня 1938 р.)

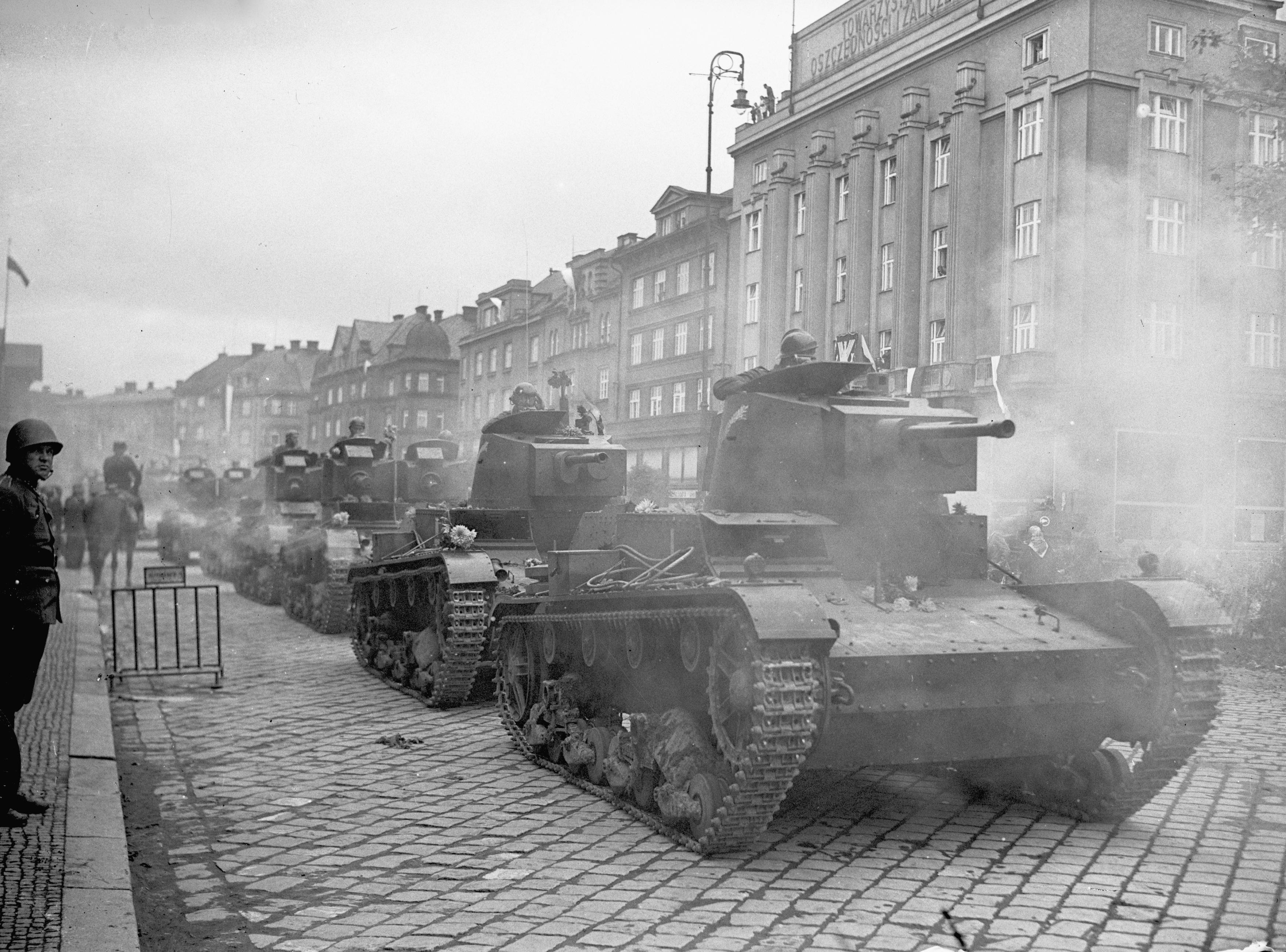
Польська армія вступає до Чеського Тешина (Český Těšín, Czeski Cieszyn) у 1938 році

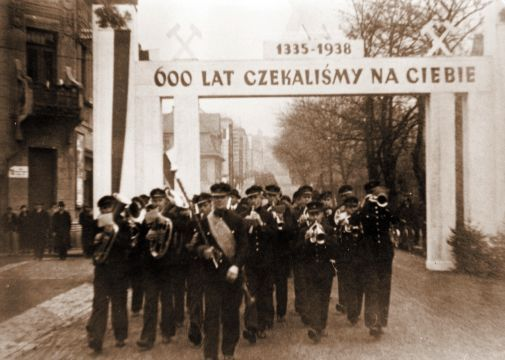
«Впродовж 600 років ми чекали на вас (1335—1938).»Польська етнічна група, яка вітає анексію Заолжі Польською Республікою у Карвіні, жовтень 1938 року.

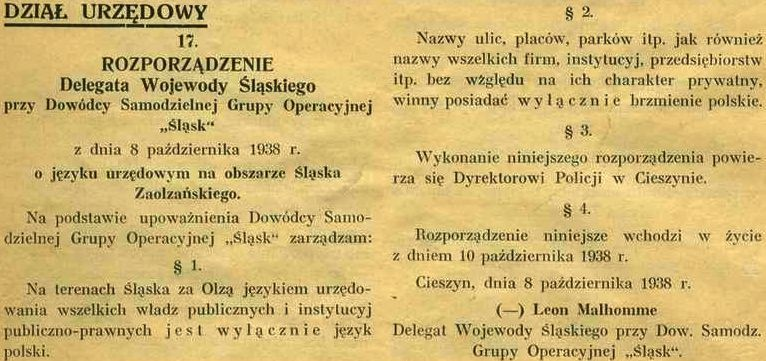
Указ про державну мову на анексованій території

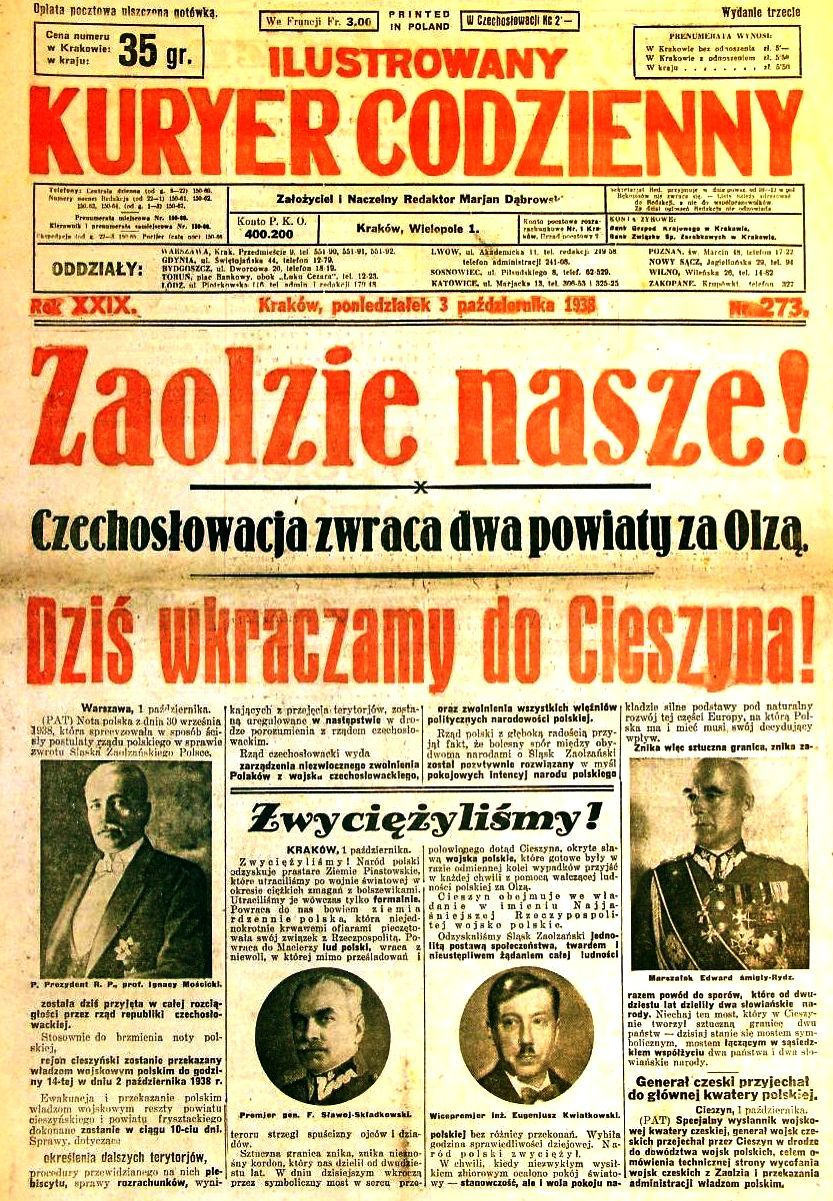
«Заолжя — наше!» — польська газета Ilustrowany Kuryer Codzienny від 3 жовтня 1938.

1 жовтня 1938 край було анексовано Польщею після Мюнхенської угоди. Польська Армія під командуванням генерала Владислава Бортновського захопила область площею 801.5 км² з населенням 227 399 осіб. В межах регіону, який міг становити інтерес для Нацистської Німеччини, був важливий залізничний вузол — містечко Богумін. Поляки розцінили місто, як найважливіше в області. Польський міністр закордонних справ Юзеф Бек вважав, що потрібно діяти швидко, щоб попередити захоплення міста німцями. Опівдні 30 вересня Польща звернулася до Чехословаччини з ультиматумом. Вона вимагала негайної евакуації чехословацьких військ і поліції і надавала Празі час до полудня наступного дня.
Об 11:45 зранку 1 жовтня Чехословацьке міністерство закордонних справ звернулося до Польського посла у Празі з повідомленням, що Польща може отримати, що хотіла. Німці були задоволені цим результатом. Їм було не важко відмовитися від провінційного центру залізниці на користь Польщі, це було дійсно малою втратою. Але це поширювало на Польщу відповідальність за те, що вона є спільником Німеччини — звинувачення, від якого Варшаві було важко знайти алібі.
Польська сторона переконувала, що поляки в Заолжі заслуговують тих самих прав, що й німці згідно з Мюнхенською угодою. Більшість місцевого польського населення завзято вітала зміну, сприйнявши її як визволення і форму історичної справедливості. Але вони швидко змінили свій настрій. Нова польська влада призначила на різні ключові посади, з яких чехи були усунуті, людей з Польщі, а не місцевих діячів.
Польська мова стала єдиною офіційною мовою. Використовувати чеську мову (або німецьку мову) чехам (або німцям) на людях було заборонено, тому чехи і німці були вимушені залишити анексовану область. Швидка полонізація тривала. Чеські організації були розпущенні і їх діяльність була заборонена.. Чеська освіта припинила існування. Близько 35 000 чехів емігрувало до Чехословаччини за власним вибором або були вигнані силою.
Поведінка нової польської влади була подібна до поведінки чеської влади до 1938. З'явилися дві політичні фракції: соціалісти (опозиція) і реакціонери (лояльні до нової влади). Лівих політиків і співчуваючих часто стріляли під час роботи.
Польське державне правління штучно здійснювалося в Заолжі. Місцеві поляки продовжували бути подібними на громадян другого класу і більшість їх було незадоволені з ситуації, що склалося після жовтня 1938 року. Заолжя було у складі Польщі 11 місяців.

### Друга світова війна
1 вересня 1939 року Заолжя було анексоване Німеччиною під час вторгнення в Польщу. Протягом ІІ Світової Війни Заолжя була частиною Нацистської Німеччини. Під час війни зазнало сильної германізації. Становище євреїв було найгіршим, трохи краще було полякам. Поляки мали нижчі норми їжі, вони платили додаткові податки, їм не дозволялося ходити у театри, кіно тощо. Польська і чеська освіта припинили існування, польські організації були розпущені і їх діяльність була заборонена. Німецька влада проводила терор в Заолжі. Нацисти особливо утискали польську інтелігенцію, багато хто з них помер під час війни. Масові вбивства, арешти місцевих жителів на примусову працю і висилки до концентраційних таборів траплялися щодня.
Найвідоміший військовий злочин — вбивство 36 сільських жителів біля Животича (Životice (Havířov)) 6 серпня 1944 року.
Ця різанина відома як Животицька трагедія (Tragedia Żywocicka). Був введений «фолькслист» — документ, в якому ненімецькі громадяни оголошували, що вони мають деяке німецьке походження; відмова підписати цей документ могла призвести до заслання до концтабору. Місцеві люди, які узяли їх, були пізніше мобілізовані у Вермахт. Багато місцевих людей без німецького походження було вимушено узяти фолькслист. Під час Другої світової війни в Заолжі загинуло близько 6000 чоловік: близько 2500 Євреїв, 2000 цивільних (80 % з них за походженням поляки) і більш ніж 1000 місцевих жителів, що загинули у лавах Вермахту (ті, хто узяли «фолькслист»). Також декілька сотень поляків з Заолжя загинули в Катині. Заолжя найбільше зазнала втрат у Чехословаччині — близько 2,6 % від загальної чисельності населення.

### Після 1945
Відразу після закінчення Другої світової війни, Заолжя було повернено Чехословаччині в межах 1920 року, хоча місцеві поляки сподівалися, що край знову буде надано Польщі. Місцеве польське населення знову пережило дискримінацію, оскільки багато чехів засуджувало їх за дискримінацію польською владою в 1938—1939рр. Польські організації були заборонені, чеська влада проводила арешти активістів .
Ситуація поліпшилась, коли Комуністична партія Чехословаччини узяла владу в лютому 1948 року. Польське майно, експропрійоване німцями під час війни не повернули. Польща підписала договір з Чехословаччиною у Варшаві на 13 червня 1958 року підтверджуючи кордони, що існували на 1 січня 1938 року. Після переходу влади до комуністів, індустріальний бум продовжувався і багато імігрантів прибули до області (здебільшого з інших частин Чехословаччини, переважно зі Словаччини). Прибуття словаків значно змінило етнічний склад області, але майже всі емігранти зі Словаччини були асимільовані чехами. Кількість осіб при переписі зі словацьким походженням швидко зменшується. Остання початкова словацька школа була зачинена у Карвині у першому десятиріччі XXI сторіччя. Заолжя була частиною Чехословаччини, до її поділу в 1993 році, і з того часу є частиною Чехії.

## Етнічний склад Заолжя по роках
| Рік  | Загалом | Поляки  | Чехи    | Німці  | Словаки |
| ---- | ------- | ------- | ------- | ------ | ------- |
| 1880 | 94,370  | 71,239  | 16,425  | 6,672  | -       |
| 1890 | 107,675 | 86,674  | 13,580  | 7,388  | -       |
| 1900 | 143,220 | 115,392 | 14,093  | 13,476 | -       |
| 1910 | 179,145 | 123,923 | 32,821  | 22,312 | -       |
| 1921 | 177,176 | 68,034  | 88,556  | 18,260 | -       |
| 1930 | 216,255 | 76,230  | 120,639 | 17,182 | -       |
| 1939 | 213,867 | 51,499  | 44,579  | 38,408 | -       |
| 1950 | 219,811 | 59,005  | 155,146 | -      | 4,388   |
| 1961 | 281,183 | 58,876  | 205,785 | -      | 13,233  |
| 1970 | 350,825 | 56,075  | 263,047 | -      | 26,806  |
| 1980 | 366,559 | 51,586  | 281,584 | -      | 28,719  |
| 1991 | 368,355 | 43,479  | 263,941 | 706    | 26,629  |